# Pomârla
Pomârla est une commune du județ de Botoșani en Roumanie.